# Waldron (Kansas)
Waldron es una ciudad ubicada en el condado de Harper el estado estadounidense de Kansas. En el año 2010 tenía una población de 11 habitantes y una densidad poblacional de 13,75 personas por km².

## Geografía
Waldron se encuentra ubicada en las coordenadas 37°0′14″N 98°10′59″O / 37.00389, -98.18306 (37.003860, -98.183165).

## Demografía
Según la Oficina del Censo en 2000 los ingresos medios por hogar en la localidad eran de $11,250 y los ingresos medios por familia eran $36,250. Los hombres tenían unos ingresos medios de $46,250 frente a los $0 para las mujeres. La renta per cápita para la localidad era de $15,350. Alrededor del 28.6% de la población estaban por debajo del umbral de pobreza.